# Фургон (фильм, 1977)
«Фургон» (англ. The Van) — американская молодёжная комедия Сэма Гроссмана 1977 года.
В 1978 году вышло своеобразное продолжение под названием «Пляж Малибу», где Стив Оливер снова появился в роли хулигана Дугана.

## Сюжет
Бобби давно мечтает о собственном фургоне и уже давно копит на него деньги. Мама ещё подарила ему чек на окончание школы. Теперь Бобби может сделать первый взнос и получить в своё распоряжение машину. Фургон уже заранее был модифицирован по его вкусу. Например, в машине был установлен водяной матрас. У Бобби есть проблемы с противоположным полом, но он предполагает, что они быстро разрешатся, когда у него появится крутая машина. Бобби дружит с Джеком, у которого есть девушка Сью. У Сью есть подруга Тина, и Джек хотел бы свести её с Бобби. Вся компания проводит много времени вместе, катаясь на новом фургоне Бобби.
Бобби работает на автомойке и однажды его начальник Энди попадает в беду. Помимо своей основной работы он ещё занимается тотализатором и принимает ставки на скачки. И вот однажды победила лошадь, у которой никаких шансов на победу не было. На эту лошадь была сделана большая ставка и теперь Энди должен много денег человеку, который эту ставку сделал. Бобби даёт Энди нужную сумму из своих денег, хотя в ближайшее время эти деньги понадобятся ему самому, чтобы выплатить очередной взнос за фургон.
Отношения с Тиной у Бобби никак не складываются. Попутно его привлекает Салли, девушка хулигана Дугана. Наступает время платить очередной взнос за машину. Энди не успевает собрать для Бобби нужную сумму денег. Бобби не придумывает ничего лучше как вызвать Дугана с его фургоном на драг-рейсинг. В гонку вмешивается полиция. Дуган сталкивается с полицейской машиной, а фургон Бобби вообще переворачивается, но, несмотря на аварию, он всё же пересекает финишную черту.

## В ролях
- Стюарт Гетц — Бобби
- Дебора Уайт — Тина
- Гарри Моусес — Джек
- Марси Баркин — Сью
- Билл Адлер — Стив
- Стив Оливер — Дуган
- Конни Хоффман — Салли
- Дэнни Де Вито — Энди

## Производство
Дэнни Де Вито сыграл в этом фильме одну из своих ранних ролей. Фильм стал единственным полнометражным художественным фильмом снятым Сэмом Гроссманом. Сценаристы фильма Роберт Дж. Розенталь и Силия Сьюзен Котело в следующем году выпустят фильм «Пляж Малибу», где Стив Оливер снова сыграет хулигана Дугана.
Для фильма было построено два одинаковых фургона, один из которых предназначался для сцен с трюками. В фильме используется фургон Dodge, хотя заглавная песня фильма «Chevy Van» Сэмми Джонса повествует о Chevrolet. Некоторые сцены фильма были сняты на слёте любителей фургонов.

### Vansploitation
В 1970-х годах была мода на фургоны и в этот период, помимо фильма «Фургон», вышло ещё некоторое количество низкобюджетных фильмов, которые эксплуатировали эту тему: «Лето желаний» (1973), «Ловкачи гражданского диапазона» (1976), «Суперфургон» (1977), «Летняя школа» (1978), «Бульвар Ван-Найс» (1979).

## Приём
Отмечалось, что фильм запечатлевает определённую моду и определённый срез времени, поэтому может быть интересен как «капсула времени».